# Санта-Барбара (округ)
Са́нта-Ба́рбара (англ. Santa Barbara) — округ, расположенный в Южной Калифорнии, США. Окружной центр — город Санта-Барбара, крупнейший город — Санта-Мария. Население округа по переписи 2006 года составляет 421 625 человек.

## География
По данным Бюро переписи населения США округ имеет общую площадь в 9813,5 км², из которых 7089 км² занимают земли и 2725 км² вода. Четыре из островов Чаннел — Сан-Мигель, Санта-Круз, Санта-Роза и Санта-Барбара — расположены в округе Санта-Барбара. Они составляют большую часть Национального парка Чаннел-Айлендс (который также включает в себя остров Анакапа в округе Вентура).

## Демография
По переписи 2000 года в местности насчитывалось 399 347 человек, 136 622 домохозяйства, и 89 487 семей, проживающие непосредственно в округе. Плотность населения равна 56 человек на км². Расовый состав: 72,72 % белые, 2,30 % чёрные, 1,20 % коренные американцы, 4,09 % азиаты, 15,20 % другие расы и 4,31 % две и более рас. 9,1 % были немцами, 8,5 % англичанами, 6,5 % ирландцами.
Существовало 136 622 домохозяйств, из которых 32,4 % имели детей в возрасте до 18 лет, 51,4 % супружеских пар, 10,0 % женщин проживало без мужей, а 34,5 % не имели семью. Средний размер домохозяйства равен 2,8, средний размер семьи 3,33.
Средний доход на домохозяйство составил $46 677, а средний доход на семью $54 042. Мужчины имеют средний доход в $37 997, женщины $29 593. Доход на душу населения $23,059. 8,5 % семей или 14,3 % населения живут за чертой бедности, в том числе 16,3 % из них моложе 18 лет и 6,2 % от 65 лет и старше.
В округе 24,9 % населения в возрасте до 18 лет, 13,3 % от 18 до 24 лет, 29,0 % от 25 до 44 лет, 20,1 % от 45 до 64 лет, и 12,7 % от 65 лет и старше. Средний возраст составляет 33 года. На каждые 100 женщин приходится 100,1 мужчин. На каждые 100 женщин в возрасте от 18 лет и старше приходится 98,1 мужчин.

## Образование
В округе работает 22 средние школы. Есть также ряд частных школ, а в архиепархии Лос-Анджелеса работают две католических начальных и средних школы.